# MGM Grand Detroit
El MGM Grand Detroit es un hotel y casino en Detroit, Míchigan. El edificio de 17 plantas abrió sus puertas en octubre de 2007. Es el primer hotel resort de casino de lujo en una gran metrópoli fuera de Las Vegas.

## Historia
En 2005, la empresa matriz MGM MIRAGE le vendió el casino a Marian Ilitch.
El 13 de diciembre de 2005, la Junta de Control de Juegos de Míchigan aprobó los planes del MGM Grand para un casino permanente con 9,300 m² de espacio de casino, 401 habitaciones de hotel y un garaje de ocho pisos con estacionamiento propio ubicado en John C Lodge Freeway y Bagley Street, a tres o cuatro cuadras del casino temporal. La instalación tiene 2,800 m² para reuniones para conferencias y asientos para presentaciones en vivo para 1.200 espectadores.
Los arquitectos principales fueron Paul Tonti del SmithGroup y Thomas Sherry de Hamilton Anderson Associates. En 2007, DTE Energy anunció una gran transformación del área alrededor de su sede central en un oasis urbano con parques, pasarelas y una piscina reflectante adyacente al MGM Grand Detroit.
El 17 de mayo de 2017, Chris Cornell, el líder de la banda de grunge Soundgarden fue encontrado muerto en su habitación después de actuar en el Teatro Fox. Las autoridades dictaminaron que su muerte fue un suicidio colgado.
En marzo de 2020, junto con el MotorCity Casino y el Greektown Casino, el MGM cerró temporalmente por cuenta de la pandemia de enfermedad por coronavirus. En agosto volvió a abrir sus puertas con capacidad limitada y varias restricciones.